# Macrinus
Genre
Macrinus est un genre d'araignées aranéomorphes de la famille des Sparassidae.

## Distribution
Les espèces de ce genre se rencontrent en Amérique.

## Liste des espèces
Selon World Spider Catalog (version 26, 09/04/2025) :
- Macrinus aisenbergae Rheims, 2025
- Macrinus bambuco Rheims, 2010
- Macrinus calypso Rheims, 2010
- Macrinus jaegeri Rheims, 2007
- Macrinus mohavensis (Fox, 1937)
- Macrinus pollexensis (Schenkel, 1953)
- Macrinus succineus Simon, 1887

## Systématique et taxinomie
Ce genre a été décrit par Simon en 1887 dans les Sparassidae.

## Publication originale
- Simon, 1887 : « Espèces et genres nouveaux de la famille des Sparassidae. » Bulletin de la Société zoologique de France, vol. 12, p. 466-474 (texte intégral).